# Sezon migracji na Północ
Sezon migracji na Północ – powieść sudańskiego pisarza At-Tajjiba Saliha z 1966 roku. 
Została napisana w języku arabskim, wydana w Bejrucie. Przekład angielski ukazał się w 1969 roku, wydanie polskie w  2010 roku (Smak Słowa, 136 stron).

## Fabuła
Młody człowiek wraca do wsi Wad Hamid w Prowincji Północnej Sudanu po 7 latach studiów w Europie. Pragnie rozwijać swój kraj, ale czuje się nieco obco. Spotyka Mustafę Sa'ida, który także studiował w Londynie na początku XX wieku, robił karierę jako ekonomista, ale miał tak skomplikowane związki z Europejkami, że musiał wrócić do Sudanu.
W 2001 roku Arabska Akademia Literatury w Damaszku uznała Sezon migracji na Północ za "najważniejszą powieść arabską XX wieku". 